# Gouyan (köpinghuvudort i Kina, Liaoning Sheng, lat 40,82, long 122,24)
Gouyan är en köpinghuvudort i Kina. Den ligger i provinsen Liaoning, i den nordöstra delen av landet, omkring 150 kilometer sydväst om provinshuvudstaden Shenyang. Antalet invånare är 31 766. Befolkningen består av 15 445 kvinnor och 16 321 män. Barn under 15 år utgör 13,0 %, vuxna 15-64 år 78 %, och äldre över 65 år 8,0 %.
Runt Gouyan är det mycket tätbefolkat, med 1 135 invånare per kvadratkilometer. Närmaste större samhälle är Yingkou, 17,2 km söder om Gouyan. Trakten runt Gouyan består till största delen av jordbruksmark.
Genomsnittlig årsnederbörd är 870 millimeter. Den regnigaste månaden är juli, med i genomsnitt 212 mm nederbörd, och den torraste är januari, med 8 mm nederbörd.